# چوی ته-جون
چوی ته-جون (کره‌ای: 최태준؛ انگلیسی: Choi Tae-joon؛ زادهٔ ۷ ژوئیهٔ ۱۹۹۱) بازیگر اهل کره جنوبی است. وی از سال ۲۰۰۱ میلادی تاکنون مشغول فعالیت بوده‌است.
او در سریال‌هایی نظیر شریک مشکوک و من با یک آنتی‌فن ازدواج کردم  نقش‌آفرینی کرده است.
در ۷ مارس ۲۰۱۸، تایید شد که چوی از اواخر سال ۲۰۱۷ با بازیگر پارک شین هه در رابطه بوده است. در ۲۳ نوامبر ۲۰۲۱، اعلام شد که پارک باردار است و در حال آماده شدن برای ازدواج با چوی است، آن‌ها یک مراسم عروسی خصوصی را در ۲۲ ژانویه ۲۰۲۲ در سئول برگزار کردند.